# جایرا برنز
جایرا برنز (انگلیسی: Jaira Burns؛ زادهٔ ۱۴ ژانویه ۱۹۹۷) خواننده آمریکایی است. او حرفهٔ موسیقی خود را با آپلود بازخوانی‌هایش از ترانه‌ها در یوتیوب آغاز کرد. او در سال ۲۰۰۷ با انتشار تک‌آهنگ «زشت» به‌طور رسمی وارد دنیای موسیقی شد که در تبلیغاتی برای بیتس الکترونیکس و با حضور کایلی جنر به کار رفت. او سپس ترانهٔ «Burn Slow» را چند ماه بعد منتشر کرد که بعداً در ژوئیه ۲۰۱۸ در نخستین آلبوم چندآهنگهٔ او با همین نام قرار گرفت.